# (4958) Wellnitz
(4958) Wellnitz est un astéroïde de la ceinture principale.

## Description
(4958) Wellnitz est un astéroïde de la ceinture principale. Il fut découvert le 13 juillet 1991 à l'Observatoire Palomar par Henry E. Holt. Il présente une orbite caractérisée par un demi-grand axe de 3,01 UA, une excentricité de 0,08 et une inclinaison de 9,1° par rapport à l'écliptique.

## Compléments